# 空気シャワー

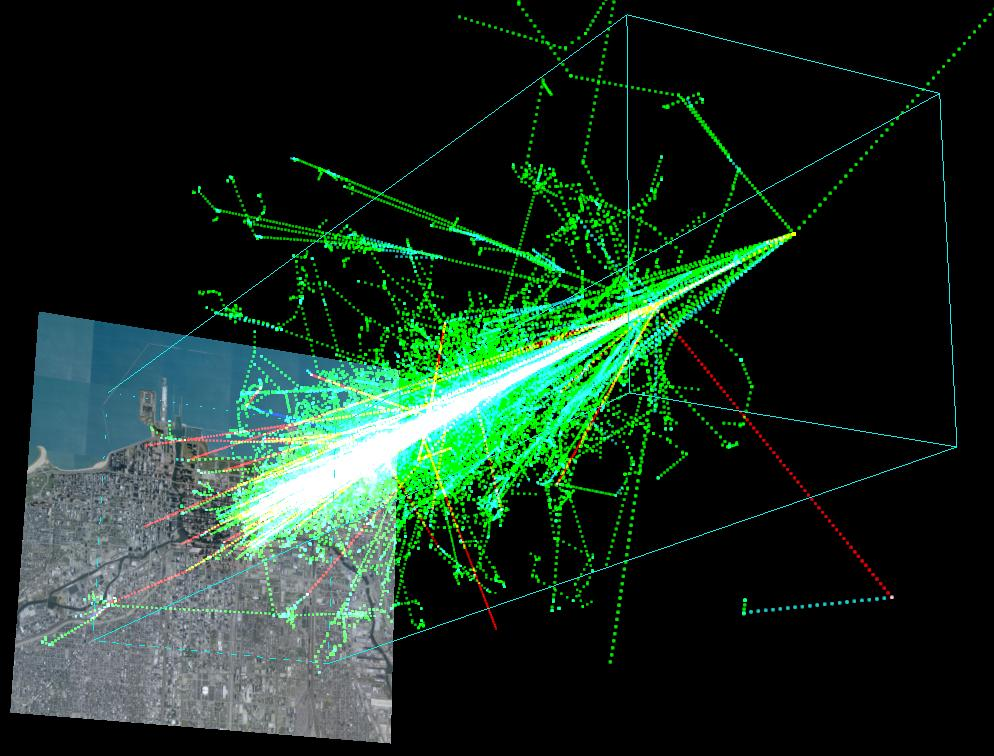
AIRESを用いたシミュレーション：地上20kmの大気に1TeVのプロトン照射によって生成する空気シャワー

空気シャワー（くうきシャワー）は物理現象の一つ。1934年にB.Rossiによって発見され、1937年、P.AugerはRossiの報告を知らずに同じ現象を発見した。Augerは高エネルギーの一次宇宙線粒子が大気圏の高い位置で空気核と相互作用し、二次、三次相互作用のカスケードが始まり、最終的に電子や光子のシャワーが地上に到達することを観測から明らかにした。Rossiは、検出器を互いに離して宇宙線を観測することで、多くの粒子が同時に検出器に到達することを発見した。

## 概要
高エネルギーの宇宙線が大気に入射した際、大気中の原子核と相互作用し、高エネルギーの2次粒子が発生する。生じた2次粒子もエネルギーが高いため、さらに粒子を生成する。このような反応が連鎖的に生じ、大気中で大量の2次粒子が発生する現象を空気シャワーと呼ぶ。大気を進むにつれて空気シャワーは発達し、シャワー中の粒子数が増加するが、それに伴って、1粒子当たりのエネルギーは低くなっていく。やがて、エネルギーの低くなった粒子は新たに粒子を生成出来なくなり、空気シャワーは減衰する。
生成された粒子のうち、寿命の短いものは崩壊し、残ったガンマ線、電子、ミュー粒子、核子などの粒子が地表に複数同時に到来する。
空気シャワー中では、原子核の相互作用で生じた中性パイ粒子の崩壊などによってガンマ線が生じる。このガンマ線から、対生成によって1組の電子・陽電子が生じ、これらの電子対が大気中の原子核によって何度か制動放射を起こすことで、複数のガンマ線を放出する。この過程を繰り返すことで粒子数が増加する。このような現象を電磁カスケードと呼ぶ。ガンマ線と電子は、空気シャワーの主要な成分であるため、電磁カスケードは空気シャワーを特徴づける主要な現象である。
宇宙線の到来頻度はエネルギーが高くなるにつれて極端に小さくなり、観測には大きな検出面積や長時間の観測が必要になる。このため、1015 eV 以上の高エネルギー宇宙線を人工衛星や気球などを用いて直接観測することは難しくなる。このような場合でも、地表で空気シャワー観測を行うことで、間接的に高エネルギーの宇宙線を観測することが出来る。
空気シャワーの観測方法としては、次のようなものがある。1つは、地表に到達した粒子を観測するものである。この場合、地表に複数の検出器を配置して、そこを通過した粒子を記録する。一方、空気シャワー中の荷電粒子が、大気中を通過した際に生じるチェレンコフ光やシンチレーション光といった微小な光を観測する方法もある。これは、月の無い、暗い夜にしか観測を行えない。
また、空気シャワーから生じる電波を観測する方法も考えられる。これは以前から注目され、実際に電波の検出には成功しているが、実用的な空気シャワーの観測手段としては確立されなかった。しかし、近年、この方法が再度試みられており、一部で関心が持たれている。
2023年には、国立天文台のチームが空気シャワーを非常に高い位置分解能で可視化した。